# Biathlon al XVII Festival olimpico invernale della gioventù europea
Le gare di biathlon al XVII Festival olimpico invernale della gioventù europea si sono svolte dal 10 al 16 febbraio 2025 alla Bakuriani Biathlon-Cross Country Stadium di Bakuriani
Sono stati disputati due gare maschili, due gare femminili e due gare miste, per un totale di 6 gare.

## Comitati olimpici partecipanti
Ogni nazione ha potuto iscrivere un massimo di 8 atleti, 4 uomini e 4 donne. In seguito alla sospensione degli atleti di Russia e Bielorussia da tutte le competizioni sportive dovuta all'invasione russa dell'Ucraina del 2022 le loro delegazioni non sono state incluse tra i comitati partecipanti, che sono elencati come segue:
- Austria (8)
- Bosnia ed Erzegovina (1)
- Bulgaria (6)
- Croazia (2)
- Rep. Ceca (8)
- Danimarca (1)
- Estonia (6)
- Finlandia (8)
- Francia (8)
- Regno Unito (1)
- Georgia (1)
- Ungheria (6)
- Italia (8)
- Lettonia (6)
- Lituania (4)
- Moldavia (2)
- Macedonia del Nord (1)
- Romania (8)
- Polonia (8)
- Slovenia (7)
- Slovacchia (8)
- Svizzera (8)
- Turchia (4)
- Ucraina (8)

## Podi

### Ragazzi
| Evento                 | Oro            | Argento         | Bronzo        |
| Sprint (dettagli)      | Gregorz Galica | Esteban Moreira | Julian Huber  |
| Individuale (dettagli) | Gregorz Galica | Nans Madelenat  | Rafael Santer |

### Ragazze
| Evento                 | Oro               | Argento        | Bronzo          |
| Sprint (dettagli)      | Michaela Straková | Ajda Spitalar  | Lucie Jandurová |
| Individuale (dettagli) | Michaela Straková | Juliette Oliva | Giannina Piller |

### Gare miste
| Evento                           | Oro                                                        | Argento                                                               | Bronzo                                                                     |
| Staffetta mista (dettagli)       | Italia Rafael Santer Julian Huber Gaia Gondolo Thea Wanker | Rep. Ceca Daniel Ryška Michael Málek Tereza Petrošová Lucie Jandurová | Austria Simon Hechenberger Simon Grasberger Katharina Puergy Selina Ganner |
| Staffetta individuale (dettagli) | Ucraina Victoria Khvostenko Taras Tarasiuk                 | Rep. Ceca Lucie Jandurová Daniel Ryska                                | Svizzera Levin Janis Kunz Molly Kafka                                      |

## Medagliere
| Posiz. | Nazione    | Oro | Argento | Bronzo | Totale |
| ------ | ---------- | --- | ------- | ------ | ------ |
| 1      | Polonia    | 2   | 0       | 0      | 2      |
| 1      | Slovacchia | 2   | 0       | 0      | 2      |
| 3      | Italia     | 1   | 0       | 2      | 3      |
| 4      | Ucraina    | 1   | 0       | 0      | 1      |
| 5      | Francia    | 0   | 3       | 0      | 3      |
| 6      | Rep. Ceca  | 0   | 2       | 1      | 3      |
| 7      | Slovenia   | 0   | 1       | 0      | 1      |
| 8      | Svizzera   | 0   | 0       | 2      | 2      |
| 9      | Svizzera   | 0   | 0       | 1      | 1      |
| Totale | Totale     | 6   | 6       | 6      | 18     |